# أسرة الأدباء والكتاب في البحرين
أسرة الأدباء والكتاب في البحرين جمعية مهنية ثقافية تعنى بشؤون الأدبية البحرينية. تأسست في 1969 وتقع مقرها الرئيسي في الزنج، المنامة. ارتبطت نشاطها بالحراك الاجتماعي وشعارها «الكلمة من أجل الإنسان».أصبحت عضوًا مشاركًا في الاتحاد العام للأدباء والكتاب العرب وعضوًا في الاتحاد العام للكتاب الأفروآسيويين.هدفت الأسرة «للحث على الإنتاج الجيد في مجال الأدب والثقافة والفكر، وتشجيع البحوث والدراسات الأدبية والفكرية، والعناية بالتراث العربي على الصعيدين المحلي والقومي، والاتجاه بالأدب اتجاهاً يخدم المجتمع، ويعمل على تنمية الوعي الاجتماعي، بالإضافة لرعاية الحركة الفكرية والعمل على ازدهارها.»
وذكر أحد أعضاء أسرة الأدباء والكتاب أن اختيار اسم (أسرة) جاء من أجل تفادي الاعتراض على مسمى (جمعية) أو (اتحاد)، حيث كان الاستعمار وقتها حساساً لاستخدام مسمى Association أو Union، وفي السياق نفسه كان إصدار أسرة الأدباء لمجلة (كتابات) في شكل كتاب فصلي بدلا من مسمى (مجلة)، تفاديا الاعتراض على ترخيص إصدار المجلة.

## تأسيس
تأسست في 29 سبتمبر 1969/ 18 رجب 1389 على يد مجموعة أدباء بحرينيين، والمؤسسون 16 وهم: محمد جابر الأنصاري، حسين راشد الصباغ، حمدة خميس، منيرة فارس آل خليفة، محمد الماجد، خليفة العريفي، يوسف حسن، أحمد المناعي، راشد نجم منصور هاشم، محمد عبد الملك، خميس القلاف، خلف أحمد خلف، علوي الهاشمي، قاسم حداد، علي عبد الله خليفة. وعيّن محمد جابر الأنصاري أول رئيسًا لها.

## نشاطات أسرة الأدباء
وكانت أول فعالية للأسرة أمسية شعرية بنادي النسور في 3 يناير 1970م وشارك فيها كل من قاسم حداد وعلوي الهاشمي وحمدة خميس وعلي عبد الله خليفة، وبعد مرور سنة على التأسيس صدر النهج الفكري للأسرة، ولم تكتف الأسرة بالأعضاء المؤسسين إنما وجهت دعوات إلى الرموز الأدبية والثقافية للمشاركة في الأسرة من بينهم الشاعر إبراهيم العريض ومحمود المردي والشيخ عبد العزيز بن محمد آل خليفة والشاعر الشيخ أحمد بن محمد آل خليفة والشاعر الشيخ عيسى بن راشد آل خليفة والشاعر غازي القصيبي والشاعر عبد الرحمن رفيع.
واحتضنت أسرة الأدباء والكتاب خلال مسيرتها المبدعين البحرينيين وذلك بتوجيههم للكتـابة ونشـر إصداراتهم الأدبية ومسـاعدتهم في تلمس طـريق الثقـافة مـن أجـل رفـد الحـراك الثقـافي دراسـة ونقــداً، كمـا عملـت على تضـفير المنجـز الإبداعي بتشـكيل كيانات تعمـل في إطـار الأسرة وهـي جمـاعة فضـاء الشـعر وتعـني بالشـعر وقضـاياه، وملتقـى القصـة الـذي يعنـي بالقصـة القصـير وتقنيـاتها الحـديثة، ومخـتبر السـرد وهـو معـني بالسـرد وقضـاياه مـن حـيث الأسـلوب والتقنيـات الحـديثة في الكتـابة الـروائية، ولجنـة الترجمـة التي تهـتم بالترجمـة رافـداً لنقـل المعـارف والإبداعات الأدبية العـالمية.
وفي خريف عـام 1983م أصدرت أسرة الأدباء والكتاب مجلة (كلمات) وهي مجلـة أدبية فصلـية زخـرت في عـددها الأول بالكثير من الأقلام الشـابة المتوهجـة فكـراً ومعـرفـة، وصـدر خـلال مسـيرتها واحـد وعشرون عـدداً ثـم توقفت عـن الصدور، وقـد أنجزت الأسـرة خلال مسيرتها الثقـافية مـا يربو على سـتين عنـوانا علـى وجـه التقريب إضـافة إلى مجلـة كلمـات الفصلـية.
واحتفلت أسرة الأدباء والكتاب في عام 2019م بمرور خمسين عام على تأسيس الأسرة، وأقيم الاحتفال تحت رعاية هيئة البحرين للثقافة والآثار، وعرض فيه فيلم وثائقي عن تاريخ الأسرة وتكريم الأعضاء المؤسسين والشخصيات المتعاونة مع الأسرة.